# William de Beauchamp (1er baron Bergavenny)
Pour les articles homonymes, voir William de Beauchamp.
William de Beauchamp, 1er baron Bergavenny, né vers 1343 et décédé le 8 mai 1411, est un pair anglais.

## Biographie
Beauchamp est le quatrième fils de Thomas Beauchamp, 11e comte de Warwick, et de Catherine Mortimer, fille de Roger Mortimer, 3e baron Mortimer de Wigmore, et de Jeanne de Geneville, 2e baronne Geneville. Il sert sous John Chandos pendant la guerre de Cent Ans et est nommé chevalier de la Jarretière en 1376. Il sert comme capitaine de Calais en 1383.
À la mort de son cousin, John Hastings, 3e comte de Pembroke le 30 décembre 1389, William hérita de la seigneurie d'Abergavenny, dont le château d'Abergavenny. Il est convoqué au Parlement le 23 juillet 1392 sous le nom de « Willilmo Beauchamp de Bergavenny ». En 1399, il est nommé Justiciar de Galles du Sud et Gouverneur de Pembroke.
Beauchamp meurt en 1411 et est enterré à Black Friars, Hereford.

## Mariage et progéniture
William de Beauchamp épouse Joan FitzAlan, fille de Richard FitzAlan, comte d'Arundel, et Élisabeth de Bohun,. Ensemble, ils ont eu ces enfants :
- Richard de Beauchamp, 1er comte de Worcester et 2e baron Bergavenny, né avant 1397 et décédé en 1422, il épouse Isabel le Despenser, fille de Thomas le Despenser, 1er comte de Gloucester, et Constance d'York. Ils ont une fille, Elizabeth de Beauchamp, Baronne de Bergavenny.
- Joan de Beauchamp, née en 1396 et décédée le 3 août 1430, elle se marie le 28 août 1413 à James Butler, 4e comte d'Ormond, fils de James Butler, 3e comte d'Ormond et d'Anne Welles. Ils ont cinq enfants, dont Thomas Butler, 7e comte de Ormond.